# Múlakvísl

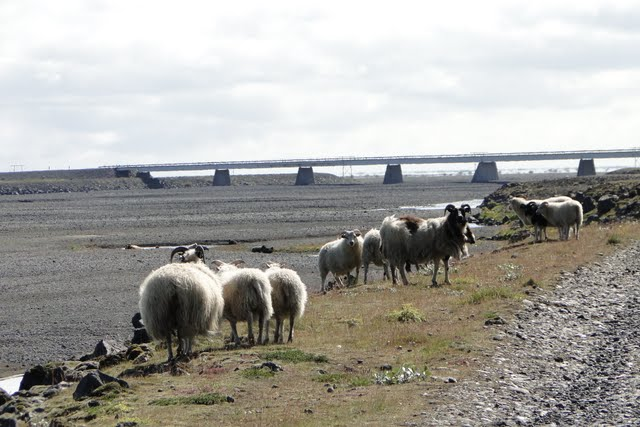
L'attuale ponte sul fiume Múlakvísl.

Il Múlakvísl è un fiume di origine glaciale che scorre nella parte meridionale dell'Islanda, sul lato ovest della vasta piana proglaciale di Mýrdalssandur.

## Flusso
Il fiume ha un'origine glaciale in quanto le sue acque scaturiscono dal ghiacciaio Mýrdalsjökull, in particolare dalla sua lingua glaciale chiamata Kötlujökull.
Le sue acque hanno tipicamente un colore grigio-bruno, dovuto all'elevata presenza di sedimenti trasportati.
La Hringvegur, la grande strada ad anello che percorre tutta l'isola, supera il Múlakvísl per mezzo di un ponte costruito a Selfjall, circa 10 km a est del villaggio di Vík í Mýrdal.

## Jökulhlaup
Il livello delle acque del Múlakvísl è tenuto sotto costante osservazione perché un loro rapido aumento è considerato un importante indicatore di un'incipiente eruzione del vulcano Katla, situato al di sotto del ghiacciaio Mýrdalsjökull, che può provocare le jökulhlaup, le temute inondazioni conseguenti a un'eruzione subglaciale.

### 1955
Il predecessore dell'attuale ponte sulla Hringvegur, fu distrutto nel 1955 da una imponente jökulhlaup che raggiunse una portata di 2.500 m3/s di acqua. L'inondazione fu la conseguenza di una fessurazione che si era formata nel 1918 nella caldera del vulcano e che aveva dato luogo alla formazione di un kettle, un avvallamento nel ghiacciaio. Questa indicava la presenza di attività vulcanica al di sotto del ghiacciaio, che alla fine portò alla grande esondazione del 1955.

### Luglio 2011
Il 9 luglio 2011 ci fu una nuova esondazione, che era stata anticipata da una serie di sismi nei giorni precedenti, rilevati a profondità fino a 10 km nell'area del vulcano Katla. L'eruzione subglaciale fu piuttosto modesta, paragonabile a quella del 1955.
La conseguente jökulhlaup distrusse il nuovo ponte sul Múlakvísl che era stato costruito da appena 20 anni. Il sistema di allerta per l'aumento del livello del fiume aveva però portato alla chiusura del ponte e dell'area circostante, per cui non ci furono vittime.
L'11 luglio il tremore al di sotto del Kalma cessò, e il 15 luglio furono spostate 1500 persone lungo il fiume per mezzo di veicoli anfibi. Il 16 luglio fu messo in funzione un ponte provvisorio sul fiume.